# Olyra
Olyra es un género de plantas herbáceas perteneciente a la familia de las poáceas. Es originario de África y América tropical.

## Especies
- Olyra amapana Soderstr. et Zuloaga
- Olyra cordifolia Humb., Bonpl. et Kunth
- Olyra fasciculata Trin.
- Olyra flaccida Doell.
- Olyra jenmani Hack.
- Olyra latifolia
- Olyra latispicula Soderstr. et Zuloaga
- Olyra longifolia Humb., Bonpl. et Kunth
- Olyra luetzelburgii Pilg.
- Olyra pauciflora Sw.
- Olyra pineti C. Wright
- Olyra polypodioides Trin.
- Olyra semiovata Trin.
- Olyra strephioides Griseb.
- Olyra tamanquareana Soderstr. et Zuloaga
- Olyra wurdackii Swallen
- Olyra yucatana Chase